# Eseosa Aigbogun
Eseosa Mandy Aigbogun, née le 23 mai 1993 à Zurich en Suisse, est une footballeuse internationale suisse. Elle évolue actuellement au poste d'attaquante au RC Strasbourg.

## Biographie
Eseosa Aigbogun naît le 23 mai 1993 à Zurich en Suisse de parents originaire du Nigeria. Elle possèdes les nationalités suisse et nigerianne.
Son père est pasteur.

## Carrière de club
Aigbogun commence sa carrière au FC Zurich, puis au FC Bâle, deux clubs de Ligue nationale A.
En 2014, Aigbogun rejette une offre du SC Freiburg, club de Frauen-Bundesliga. 
Elle part finalement en Allemagne en 2016 pour signer au Turbine Potsdam. 
Elle rejoint le Paris FC en 2018. 
En 2023, elle quitte le Paris FC pour l'AS Rome en Serie A.
Elle signe au RC Strasbourg en juillet 2025.

## Carrière internationale

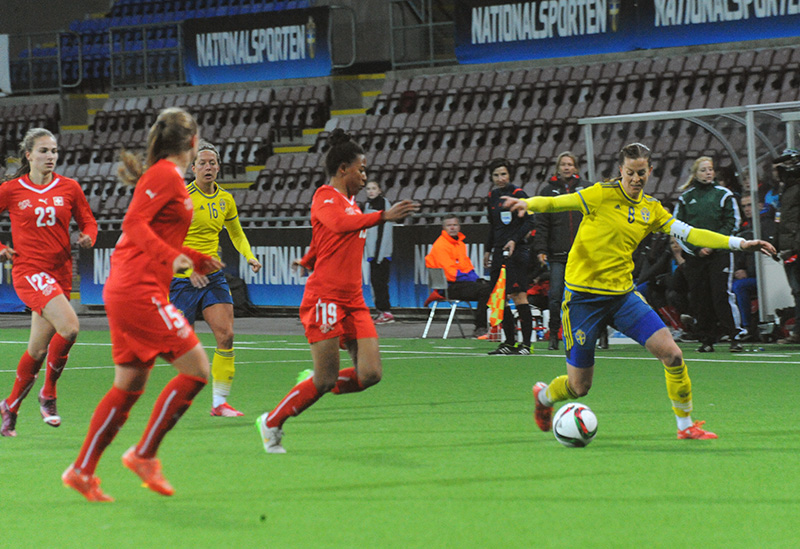
Aigbogun (n°19) avec la Nati contre la Suède en 2015.

Depuis ses débuts en septembre 2013, avec une victoire 9-0 sur la Serbie, elle fait partie de l'équipe nationale de Suisse. 
Elle participe à la Coupe du monde 2015 où elle devient la première buteuse suisse en coupe du monde lors du match contre l'Équateur.